# 심의조
심의조(沈義祚, 1938년 11월 22일 ~ 2021년 1월 15일)는 대한민국의 정치인이다. 제36·37대 경상남도 합천군수이다.

## 학력
- 초계계남초등학교 졸업
- 초계중학교 졸업
- 초계농업고등학교 중퇴
- 미국 인디애나주립대학교 경영학과 수료
- 영남대학교 대학원 석사

## 경력
- 1970년 ~ 1985년 초대 초계농업협동조합 조합장[1]
- 1971년 경상남도 합천군 새마을지도자협의회 회장
- 1972년 ~ 1978년 제1·2대 통일주체국민회의 대의원 간사
- 1977년 ~ 1995년 평화통일정책자문회의 자문위원 간사
- 1981년 ~ 1983년 농협중앙회 운영위원[2]
- 1981년 11월 세계금융발전위원회 한국 대표[3]
- 1984년 ~ 1998년 새마을운동중앙회 합천군지회 지회장[4]
- 1986년 ~ 1989년 합천농지개량조합 조합장 (관선)[5]
- 1989년 ~ 1993년 초대 민선 합천농지개량조합 조합장[6]
- 1997년 학교운영위원회 경상남도 협의회 감사 및 합천군 협의회 회장[7]
- 2002년 7월 ~ 2006년 6월 민선 제3대 합천군수
- 2006년 7월 ~ 2010년 6월 민선 제4대 합천군수[8]

## 상훈
- 1973년 새마을훈장 노력장
- 1997년 새마을훈장 협동장

## 역대 선거 결과
|  | 26.79% |

|  | 28.09% |

|  | 56.06% |

|  | 52.15% |

|  | 35.20% |